# Дженерал-Скерішоряну
Дженерал-Скерішоряну (рум. General Scărișoreanu) — село у повіті Констанца в Румунії. Входить до складу комуни Амзача.
Село розташоване на відстані 183 км на схід від Бухареста, 36 км на південний захід від Констанци.

## Населення
За даними перепису населення 2002 року у селі проживали 967 осіб. Рідною мовою 961 особа (99,4%) назвала румунську.
Національний склад населення села:
| Національність | Кількість осіб | Відсоток |
| -------------- | -------------- | -------- |
| румуни         | 954            | 98,7%    |
| цигани         | 7              | 0,7%     |